# Baby Driver
Baby Driver (bra: Em Ritmo de Fuga; prt: Baby Driver: Alta Velocidade ou Baby Driver - Alta Velocidade) é um filme britano-estadunidense de 2017, dos gêneros ação, comédia, policial e suspense, escrito e dirigido por Edgar Wright e estrelado por Ansel Elgort, Kevin Spacey, Lily James, Jon Bernthal, Eiza González, Jon Hamm e Jamie Foxx.
O filme acompanha Baby, um jovem motorista em fuga que decide trocar sua vida de crime pela garota de seus sonhos.
O filme teve sua estreia mundial no South by Southwest em 11 de março de 2017 e foi lançado em 28 de junho de 2017 nos Estados Unidos, 27 de julho de 2017 no Brasil e 3 de agosto de 2017 em Portugal.
Baby Driver foi aclamado pela crítica, que elogiou o roteiro, a direção, as atuações, as sequências de ação e a trilha sonora. Além disso, foi um sucesso comercial, arrecadando mais de 226 milhões de dólares, perante um orçamento de 34 milhões.

## Enredo
O jovem e talentoso motorista Baby (Ansel Elgort) confia na batida pessoal de sua trilha sonora preferida para ser o melhor no mundo do crime. Quando ele conhece a garota de seus sonhos (Lily James), Baby vê uma chance de abandonar sua vida criminosa e fazer uma fuga limpa. Mas depois de ser coagido a trabalhar para um criminoso misterioso (Kevin Spacey), ele deve enfrentar a música quando um assalto mal-intencionado ameaça sua vida, amor e chance de liberdade.

## Elenco
- Ansel Elgort como Baby / Miles
  - Hudson Meek como Jovem Baby
- Kevin Spacey como Doc
- Lily James como Debora
- Jon Hamm como Buddy / Jason Van Horn
- Eiza González como Darling / Monica Castello
- Jamie Foxx como Bats / Leon Jefferson III
- Jon Bernthal como Griff, um dos membros da gangue de Doc
- Flea como Eddie "Sem-Septo"
- Lanny Joon como JD
- CJ Jones como Joseph
- Sky Ferreira como a Mãe de Baby
- Lance Palmer como o Pai de Baby
- Big Boi como Restaurant Patron #1
- Killer Mike como Restaurant Patron #2
- Paul Williams como "Butcher"
- Jon Spencer como Guarda da Prisão
- Walter Hill (cameo)

## Dubladores no Brasil
- Estúdio de dublagem: Delart[12]
- Direção de Dublagem: Flávia Fontenelle[12]
- Cliente: Sony[12]
- Tradução: Guilherme Menezes[12]

Elenco
| Personagem: Dublador        | Fonte  |
| --------------------------- | ------ |
| Baby: Wirley Contaifer      | [ 12 ] |
| Bats: Jorge Lucas           | [ 12 ] |
| Débora: Natali Pazete       | [ 12 ] |
| Doc: Márcio Simões          | [ 12 ] |
| Buddy: Guilherme Briggs     | [ 12 ] |
| Darling: Flavia Fontenelle  | [ 12 ] |
| Griff: Philippe Maia        | [ 12 ] |
| Eddie: Christiano Torreão   | [ 12 ] |
| JD: Reginaldo Primo         | [ 12 ] |
| Mike Wazowski: Sergio Stern | [ 12 ] |

## Produção

### Desenvolvimento
O diretor e roteirista Edgar Wright teve a ideia para o filme em 1994. Ele adaptou a premissa original no vídeo musical de "Blue Song" da Mint Royale, que ele dirigiu em 2003. O vídeo estrela Noel Fielding como um motorista de fuga apaixonado por música que trabalha para um grupo de ladrões de bancos, e sua popularidade chocou Wright.

## Trilha sonora
Baby Driver (Music from the Motion Picture) é a banda sonora do filme. Foi lançada em 23 de Junho de 2017, em CD, Disco de vinil e música digital pela Columbia Records, 30th Century Records. O álbum apresenta uma combinação de artistas, de várias décadas, incluindo Blur, Run the Jewels, Sky Ferreira, Jon Spencer Blues Explosion, Queen e Golden Earring.
O filme leva o nome de "Baby Driver", uma música do álbum de Simon & Garfunkel Bridge over Troubled Water. A música é tocada durante os créditos finais. Wright consultou James Gunn, diretor de Guardiões da Galáxia Vol. 2, antes do Vol. 2 ser lançado para garantir que os dois filmes não apresentassem as mesmas músicas em suas trilhas sonoras.

### Faixas
A trilha sonora apresenta três faixas originais, um cover de "Easy" de Sky Ferreira, "Chase Me" de Danger Mouse, featuring Run the Jewels e Big Boi, e "Was He Slow?" de Kid Koala.
| N.º            | Título                                  | Artista(s)                                       | Duração |  |
| 1.             | "Bellbottoms"                           | Jon Spencer Blues Explosion                      | 5:17    |  |
| 2.             | "Harlem Shuffle"                        | Bob & Earl                                       | 2:52    |  |
| 3.             | "Egyptian Reggae"                       | Jonathan Richman & The Modern Lovers             | 2:37    |  |
| 4.             | "Smokey Joe's La La"                    | Googie Rene                                      | 3:02    |  |
| 5.             | "Let's Go Away for Awhile"              | The Beach Boys                                   | 2:21    |  |
| 6.             | "B-A-B-Y"                               | Carla Thomas                                     | 2:57    |  |
| 7.             | "Kashmere"                              | Kashmere Stage Band                              | 4:57    |  |
| 8.             | "Unsquare Dance"                        | Dave Brubeck                                     | 2:00    |  |
| 9.             | "Neat Neat Neat"                        | The Damned                                       | 2:42    |  |
| 10.            | "Easy"                                  | The Commodores                                   | 4:16    |  |
| 11.            | "Debora"                                | T. Rex                                           | 3:19    |  |
| 12.            | "Debra"                                 | Beck                                             | 5:43    |  |
| 13.            | "Bongolia"                              | Incredible Bongo Band                            | 2:15    |  |
| 14.            | "Baby Let Me Take You (In My Arms)"     | The Detroit Emeralds                             | 3:53    |  |
| 15.            | "Early in the Morning"                  | Alexis Korner                                    | 3:01    |  |
| 16.            | "The Edge"                              | David McCallum                                   | 2:54    |  |
| 17.            | "Nowhere to Run"                        | Martha and the Vandellas                         | 3:02    |  |
| 18.            | "Tequila"                               | The Button Down Brass                            | 3:32    |  |
| 19.            | "When Something Is Wrong with My Baby"  | Sam & Dave                                       | 3:16    |  |
| 20.            | "Every Little Bit Hurts"                | Brenda Holloway                                  | 2:57    |  |
| 21.            | "Intermission"                          | Blur                                             | 2:27    |  |
| 22.            | "Hocus Pocus" (original single version) | Focus                                            | 3:18    |  |
| 23.            | "Radar Love" (1973 single edit)         | Golden Earring                                   | 3:44    |  |
| 24.            | "Never, Never Gonna Give Ya Up"         | Barry White                                      | 4:51    |  |
| 25.            | "Know How"                              | Young MC                                         | 4:02    |  |
| 26.            | "Brighton Rock"                         | Queen                                            | 5:10    |  |
| 27.            | "Easy"                                  | Sky Ferreira                                     | 4:28    |  |
| 28.            | "Baby Driver"                           | Simon & Garfunkel                                | 3:16    |  |
| 29.            | "Was He Slow?" (credit roll version)    | Kid Koala                                        | 1:47    |  |
| 30.            | "Chase Me"                              | Danger Mous featuring Run the Jewels and Big Boi | 3:27    |  |
| Duração total: | Duração total:                          | Duração total:                                   | 1:43:53 |  |

### Charts
| Chart (2017)                          | Peak posição |
| ------------------------------------- | ------------ |
| Austrália (ARIA)                      | 5            |
| Áustria (Ö3 Austria Top 40)           | 56           |
| Bélgica (Ultratop Flandres)           | 48           |
| Bélgica (Ultratop Valônia)            | 64           |
| Canadá (Billboard)                    | 40           |
| Países Baixos (Dutch Charts)          | 66           |
| Alemanha (Offizielle Deutsche Charts) | 76           |
| New Zealand Albums (RMNZ)             | 16           |
| Spanish Albums (PROMUSICAE)           | 52           |
| Suíça (Schweizer Hitparade)           | 54           |
| Estados Unidos (Billboard 200)        | 27           |

### Ação judicial
Em agosto de 2017, Rolan Feld, filho do vocalista do T. Rex, Marc Bolan, processou a Sony Pictures, Maedia Rights Capital, e a Bambino Films por usar a música da banda "Debora" sem permissão.

## Lançamento
Em 2015, a Sony Pictures Entertainment anunciou que o filme seria lançado nos Estados Unidos em 17 de março de 2017. Ele foi brevemente adiado para 11 de agosto de 2017, antes de se estabelecer em 28 de junho de 2017. Em março de 2017, a Sony anunciou que o filme seria lançado no Brasil em 17 de agosto de 2017, mas também antecipou a estreia do filme no país, para 27 de julho de 2017.[carece de fontes?] Semelhantemente, em Portugal, o filme foi antecipado de 24 de agosto de 2017 para 3 de agosto de 2017.[carece de fontes?]

### Recepção da crítica
No website agregador de críticas Rotten Tomatoes, o filme tem uma classificação de aprovação de 93% baseada em 22 críticas, e uma classificação média de 8/10. No Metacritic, que atribui uma classificação normalizada, o filme tem uma pontuação de 86 de 100, com base em 10 críticos, indicando "aclamação universal".

## Turnê de imprensa
A turnê de imprensa de Baby Driver levou Edgar Wright e Ansel Elgort aos Estados Unidos, Reino Unido, Canadá, França, Espanha, Nova Zelândia, Austrália, Malásia e Brasil.

## Prêmios e nomeações
| Prêmio             | Categoria                        | Recebedor(s)                                                        | Resultado |
| ------------------ | -------------------------------- | ------------------------------------------------------------------- | --------- |
| Oscar 2018         | Melhor edição de som             | Julian Slater                                                       | Indicado  |
| Oscar 2018         | Melhor som                       | Julian Slater, Tim Cavagin, Mary H. Ellis                           | Indicado  |
| Oscar 2018         | Melhor edição                    | Paul Machliss, Jonathan Amos                                        | Indicado  |
| Globo de Ouro 2018 | Melhor ator - comédia ou musical | Ansel Elgort                                                        | Indicado  |
| BAFTA 2018         | Melhor montagem                  | Jonathan Amos, Paul Machliss                                        | Venceu    |
| BAFTA 2018         | Melhor som                       | Tim Cavagin, Mary H. Ellis, Dan Morgan, Jeremy Price, Julian Slater | Indicado  |